# Le Petit Dinosaure : La Légende du mont Saurus
Pour les articles homonymes, voir Le Petit Dinosaure.
Série
L'Île mystérieuse
(1997) La Pierre de feu
(2000)
Pour plus de détails, voir Fiche technique et Distribution.
Le Petit Dinosaure 6 : La Légende du Mont Saurus ou Petit Pied, le dinosaure 6 : La Légende du Mont Saurus au Québec (The Land Before Time VI: The Secret of Saurus Rock) est un film d'animation américain réalisé par Charles Grosvenor et sorti directement en vidéo en 1998. C'est le sixième film de la saga Le Petit Dinosaure.

## Synopsis
Le grand-père de Petit-Pied raconte l'histoire du Mont Saurus : il y a longtemps un Long-Cou particulier, le Preux Dinosaure, a affronté le plus monstrueux des Dents-Tranchantes dans un terrible combat, dans lequel il s'est retrouvé grièvement blessé. Peu après ce combat, le Dinosaure de Pierre s'est élevé du sol et protège depuis la Grande Vallée. Si jamais il devait être endommagé, la malchance devait s'abattre sur la Grande Vallée. Peu après, alors que Petit-Pied et ses amis recherchent les cousines de Céra, qui se sont rendues au Dinosaure de Pierre, ce dernier se retrouve endommagé, amenant la malchance dans la Grande Vallée. Dans la même période, un étranger du nom de "Doc", un Long-Cou grièvement blessé, arrive dans la Grande Vallée, sauvant à plusieurs reprises Petit-Pied...

## Fiche technique
- Titre original : The Land Before Time VI : The Secret of Saurus Rock
- Titre français : Le Petit Dinosaure 6 : La Légende du Mont Saurus
- Titre québécois : Petit-Pied, le dinosaure 6 : La Légende du Mont Saurus
- Réalisation : Charles Grosvenor
- Scénario : Libby Hinson et John Loy
- Musique : Michael Tavera et James Horner
- Production : Charles Grosvenor
- Sociétés de production : Universal Cartoon Studios
- Pays d'origine : États-Unis
- Format : Couleurs - 1,33:1 - Dolby Digital
- Genre : Animation
- Durée : 76 minutes
- Date de sortie :  États-Unis : 01 Décembre 1998 ;  France : 01 Février 1999

## Distribution

### Voix originales
- Thomas Dekker : Petit-Pied
- Anndi McAffe : Céra
- Aria Curzon : Becky
- Jeff Bennett : Pétrie, Pointu
- Kris Kristofferson : Doc
- Kenneth Mars : Grand-Père, le narrateur
- Miriam Flynn : Grand-Mère
- John Ingle : le père de Céra
- Nancy Cartwright : Dana
- Sandy Fox : Dina
- Danny Mann : Allosaure

### Voix françaises
- Alexis Pivot : Petit-Pied
- Donald Reignoux : Petit-Pied (chant)
- Kelly Marot : Céra
- Marie Sambourg : Becky
- Roger Carel : Pétrie / Pointu
- Marc de Georgi : Doc
- Georges Berthomieu : Grand-Père
- Martine Messager : Grand-Mère
- Jacques Frantz : le père de Céra
- Kim Redler : Dana
- Marie-Charlotte Leclaire : Dina
- Cyrille Monge : Allosaure